# Simon Kulzer
Simon Kulzer (* 17. Januar 1998) ist ein deutscher Volleyball- und Beachvolleyballspieler.

## Karriere Halle
Simon Kulzer spielte in seiner Jugend Hallenvolleyball beim TSV Vaterstetten, mit dem er mehrfach Bayerischer Jugend-Vizemeister wurde. In der Saison 2014/15 spielte er zusätzlich mit dem VC Olympia Kempfenhausen in der Dritten Liga Ost.

## Karriere Beach
Parallel zur Halle startete Kulzer 2009 auch mit Beachvolleyball. Er wurde Bayerischer Meister in den Alterskategorien U13, U15 und U17 sowie Sächsischer Meister in den Kategorien U17 und U18. Mit Luis Klimpe nahm Kulzer 2013 und 2014 auch an den deutschen U17- und U18-Meisterschaften teil. 2015 belegte Kulzer an der Seite von Robin Sowa bei der U18-Europameisterschaft in Riga Platz 17. Mit dem Schüttorfer Dan John wurde Kulzer 2016 und 2017 Deutscher U20-Meister. Kulzer/John starteten auch auf der nationalen Smart Beach Tour und bei der U19-WM in Larnaka. 2017 nahm Kulzer mit Milan Sievers an der U21-WM in Nanjing teil und gewann mit John das WEVZA-Turnier in Hoek van Holland. Mit Armin Dollinger startete Kulzer 2018 erstmals auf der FIVB World Tour und belegte beim 1-Stern-Turnier in Shepparton Platz vier. Auf der World Tour 2019 gewannen Dollinger/Kulzer das 1-Stern-Turnier in Visakhapatnam. Nach 2019 qualifizierten sie sich über die Comdirect Beach Tour 2020 erneut für die deutsche Meisterschaft und erreichten Platz fünf. 2021 startete Kulzer zunächst wieder an der Seite von Dan John und später mit Momme Lorenz, mit dem er sich für die deutsche Meisterschaft qualifizierte. Hier erzielte er einen weiteren fünften Platz. Auf der World Tour 2021 beim 1-Stern-Turnier im belgischen Leuven schlug Kulzer mit Interimspartner Dirk Westphal auf und spielte sich aus der Qualifikation unter die Top 10 vor. Auch 2022 spielte Kulzer weiter zusammen mit Momme Lorenz. Beim höchstdotierten Elite16-Turnier der World Beach Pro Tour 2022 in Kapstadt erreichten Lorenz/Kulzer nach zwei Siegen in der Qualifikation das Hauptfeld und belegten Platz 13.
Ab 2023 spielt Kulzer national mit Jonas Kaminski, auf der World Tour ist er mit Bennet Poniewaz unterwegs. Bei den beiden Futures-Turnieren in Australien und Tahiti erreichten Kulzer/Poniewaz jeweils das Halbfinale.